# Paweł Jędrzejczyk
Paweł Jędrzejczyk (ur. 15 listopada 1980 we Wrocławiu) – polski zawodnik muay thai i kick-boxingu, pięciokrotny zawodowy mistrz świata organizacji WKN (2009, 2011, 2013) i organizacji WKA (2014).
Członek kadry Narodowej w kickboxingu i muay thai w latach 2005-2010. Multimedalista mistrzostw i Pucharów Świata, mistrzostw i Pucharów Polski. W 2007 roku wywalczył tytuł mistrza Europy Muay Thai organizacji WMF (Vigo, Hiszpania) i tytuł wicemistrza świata w muay thai organizacji WKA (Karlsruhe, Niemcy).

## Kariera sportowa
W 2009 łącząc starty zawodowe i amatorskie zdobył brązowy medal mistrzostw świata w muay thai organizacji WMF w Bangkoku. W tym samym roku został zawodowym mistrzem świata K-1 Rules organizacji WKN pokonując na punkty Angelo Silvę z Portugalii. Rok później stracił tytuł w walce z Egipcjaninem Abdelem Kaderem Ahmedem, przegrywając decyzja sędziów. W roku 2011 zszedł do niższej kategorii wagowej i odzyskał tytuł mistrza świata pokonując przez KO w czwartej rundzie Gruzina Mukutadze Ednariego.
3 grudnia 2011 zdobył trzeci tytuł zawodowego mistrza świata WKN, tym razem na zasadach Muay Thai, pokonując w 1 rundzie przez KO Portugalczyka Hugo Migel Rodrigeza Mendeza.
Jako pierwszy Polak walczył na stadionie Rajadamnern w Bangkoku (16 września 2012), nokautując w pierwszej rundzie swojego przeciwnika Taja Cheerchaia Petchpaothong.
W 2013 stoczył walkę na Stadionie Lumpini w Bangkoku, gdzie po 5 rundowej walce został uznany za pokonanego. W tym samym roku podczas gali Bigger's Better 22, wywalczył po raz czwarty tytuł zawodowego mistrza świata WKN, pokonując jednogłośną decyzja sędziów, Bułgara Dimitara Iliewa.
Po 15 miesięcznej przerwie spowodowanej kontuzją, Jędrzejczyk udanie powrócił na ring. Wywalczył kolejny tytuł mistrza świata jednej z najstarszych istniejących organizacji kickboxingu WKA. W piątej rundzie niskimi kopnięciami, pokonał Chorwata Josipa Balentovicha.
7 lutego 2015 na Nowym Stadionie Lumpinee w Bangkoku, doszło do drugiej walki, pomiędzy Pawłem Jędrzejczykiem a Garethem Nelliesem. Paweł udanie zrewanżował się przeciwnikowi i zwyciężył jednogłośną decyzja sędziów. Jest tym samym pierwszym Polakiem, który wygrał walkę na Nowym Stadionie Lumpinee.
24 maja 2015 na gali Max Muay Thai w Pattaya pokonał byłego mistrza stadionu Lumpinee i Tajlandii, zawodnika klubu F16, Rajanonta.
16 sierpnia 2015 na gali Max Muay Thai zremisował walkę z doświadczonym Ekapopem Sityodtong. Przeciwnik był w 2 rundzie liczony, ale to nie wystarczyło, aby przekonać tajskich sędziów.
24 października 2015 Paweł przegrał decyzja sędziów walkę o interkontynentalne mistrzostwo świata organizacji WMC. Walka była elementem historycznego, pierwszego meczu Polska vs Tajlandia.
12 stycznia 2016 podpisał kontrakt z GLORY, największą i najbardziej prestiżową organizacją kickboxingu na świecie, stając się pierwszym Polakiem, który związał się z organizacją. W organizacji zadebiutował 26 lutego 2016 przegrywając z Amerykaninem Richardem Abrahamem na punkty. 24 lutego 2017 stoczył drugi pojedynek dla GLORY, ulegając jednogłośnie na punkty Danielowi Moralesowi z Meksyku.
16 września 2017 został pierwszym w historii mistrzem organizacji MFC. Po pięciu rundowej walce decyzją sędziów pokonał Surinamczyka Guillermo Blocklanda.

## Osiągnięcia
- 2017: mistrz organizacji MFC w wadze do 80 kg
- 2016: międzynarodowy zawodowy mistrz Polski WKN w formule K-1
- 2014: zawodowy mistrz świata WKA w formule muay thai w wadze do 81 kg
- 2013: zawodowy mistrz świata WKN w formule kick-boxingu w wadze do 80 kg
- 2012: międzynarodowy zawodowy mistrz Polski WKN w formule muay thai
- 2011: zawodowy mistrz świata WKN w formule muay thai w wadze super średniej (79,4 kg)
- 2011: zawodowy mistrz świata WKN w formule K-1 w wadze super średniej (79,4 kg)
- 2009, 2011: dwukrotny międzynarodowy zawodowy mistrz Polski WPMF w formule muay thai
- 2009-2010: zawodowy mistrz świata WKN w formule K-1 w wadze półciężkiej (-82,1 kg)
- 2007: mistrz Europy WMF w formule muay thai
- 2007: zawodowy mistrz Polski ISKA w formule low kick
- 2005-2010: Członek Kadry Narodowej w kickboxingu i muay Thai

## Lista zawodowych walk
| Data                                                | Wynik     | Przeciwnik                   | Miejsce                       | Lokalizacja          | Jak     | Runda | czas |
| --------------------------------------------------- | --------- | ---------------------------- | ----------------------------- | -------------------- | ------- | ----- | ---- |
| 16.09.2017                                          | Wygrana   | Guillermo Blockland          | MFC12                         | Zielona Góra, Polska | Decyzja | 5     | 3:00 |
| 24.02.2017                                          | Przegrana | Daniel Morales               | Glory 38                      | Chicago, USA         | Decyzja | 3     | 3:00 |
| 03.12.2016                                          | Wygrana   | Matous Kohout                | MFC11                         | Nowa Sól, Polska     | Decyzja | 3     | 3:00 |
| 24.09.2016                                          | Wygrana   | TriantaFyllos Alexandridis   | MFC10                         | Zielona Góra, Polska | Decyzja | 3     | 3:00 |
| 26.02.2016                                          | Przegrana | Richard Abraham              | Glory 27                      | Chicago, USA         | Decyzja | 3     | 3:00 |
| 24.10.2015                                          | Przegrana | Thanelek                     | MAC1                          | Wrocław, Polska      | Decyzja | 5     | 3:00 |
| 12.09.2015                                          | Przegrana | Eyevan Dannenberg            | MFC8                          | Zielona Góra, Polska | Decyzja | 3     | 3:00 |
| 16.08.2015                                          | Remis     | Ekapop Sityodtong            | Max Muay Thai Stadium Pattaya | Pattaya, Tajlandia   | Decyzja | 3     | 3:00 |
| 24.05.2015                                          | Wygrana   | F16 Rajanont                 | Max Muay Thai Stadium Pattaya | Pattaya, Tajlandia   | Decyzja | 3     | 3:00 |
| 07.02.2015                                          | Wygrana   | Gareth Nellies               | Stadion Lumpini               | Bangkok, Tajlandia   | Decyzja | 5     | 3:00 |
| 13.12.2014                                          | Wygrana   | Daniel Menino Rosales        | MFC7                          | Nowa Sól, Polska     | Decyzja | 3     | 3:00 |
| 23.08.2014                                          | Wygrana   | Josip Balentovich            | Noc Góralskich Wojowników     | Zakopane, Polska     | TKO     | 5 (5) | 2:00 |
| 24.05.2013                                          | Wygrana   | Dimitar Iliev                | Bigger's Better 22            | Zakopane, Polska     | Decyzja | 5     | 2:00 |
| 05.02.2013                                          | Przegrana | Gareth Nellies               | Stadion Lumpini               | Bangkok, Tajlandia   | Decyzja | 5     | 3:00 |
| 08.12.2012                                          | Wygrana   | Eddie Gill                   | MFC5                          | Nowa Sól, Polska     | Decyzja | 3     | 3:00 |
| 16.09.2012                                          | Wygrana   | Cheerchai Petchpaothong      | Stadion Rajadamnern           | Bangkok, Tajlandia   | KO      | 1 (5) | 1:50 |
| 06.02.2012                                          | Przegrana | Petkarat                     | WMC Event                     | Chaweng, Tajlandia   | Decyzja | 5     | 3:00 |
| 03.12.2011                                          | Wygrana   | Hugo Miguel Rodrigues Mendes | MFC4                          | Nowa Sól, Polska     | KO      | 1 (5) | 1:00 |
| 05.11.2011                                          | Wygrana   | Michele Germele              | IronFist 4                    | Szczecin, Polska     | KO      | 3 (3) | 0:30 |
| 07.05.2011                                          | Wygrana   | Mukutadze Ednari             | MFC                           | Zielona Góra, Polska | KO      | 4 (5) | 2:20 |
| 12.02.2011                                          | Wygrana   | Sapapet                      | Gala WMC                      | Tajlandia            | KO      | 1 (5) | 2:40 |
| 06.11.2010                                          | Wygrana   | Jafar Mukri                  | Ironfist3                     | Szczecin, Polska     | Decyzja | 3     | 3:00 |
| 25.09.2010                                          | Przegrana | Abdel Kader Ahmed            | WKN Champ Class Fight Night2  | Nowa Sól, Polska     | Decyzja | 5     | 3:00 |
| 17.04.2010                                          | Wygrana   | Sod Pornchaichumpon          | Gala WMC                      | Tajlandia            | Decyzja | 5     | 3:00 |
| 13.02.2010                                          | Wygrana   | Salatun                      | WMC Charity for Haiti         | Tajlandia            | Decyzja | 5     | 3:00 |
| 05.12.2009                                          | Wygrana   | Angelo Silva                 | WKN Champ Class Fight Night   | Nowa Sól, Polska     | Decyzja | 5     | 3:00 |
| 26.09.2009                                          | Wygrana   | Daniel Vitovec               | Iron Fist                     | Szczecin, Polska     | Decyzja | 5     | 3:00 |
| 12.06.2009                                          | Wygrana   | Wojciech Wilczkowiak         | XFS 3                         | Poznań, Polska       | Decyzja | 3     | 3:00 |
| 31.01.2009                                          | Przegrana | Peley                        | Gala WMC Thai boxing          | Tajlandia            | Decyzja | 5     | 3:00 |
| 03.10.2008                                          | Wygrana   | Ramazan Beyazkaya            | WKN Event                     | Turcja               | Decyzja | 3     | 3:00 |
| 06.01.2007                                          | Wygrana   | Wojciech Hoły                | ISKA Night of Glory           | Nowy Targ, Polska    | Decyzja | 7     | 2:00 |
| Razem 22 zwycięstwa (6 (T)KO's), 8 porażek, 1 remis |           |                              |                               |                      |         |       |      |